# Rhipidia (Rhipidia) lichnophora
Rhipidia (Rhipidia) lichnophora is een tweevleugelige uit de familie steltmuggen (Limoniidae). De soort komt voor in het Neotropisch gebied.